# Territorio di Jäniskoski-Niskakoski
Il territorio di Jäniskoski-Niskakoski è un'area geografica appartenente alla Russia e adiacente al confine nord-occidentale con la Finlandia.
Tale area faceva parte del comune finlandese di Inari fino alla seconda guerra mondiale. Dopo l'annessione del territorio di Petsamo da parte dell'URSS a seguito della guerra di continuazione, le miniere di nichel della regione si trovarono sul lato sovietico del confine, separate dalla principale centrale idroelettrica che le alimentava, rimasta in territorio finlandese.
Nel 1947, poco dopo il trattato di Parigi, i finlandesi ed i sovietici concordano la vendita di un territorio di 176 km² senza abitanti permanenti, una sorta di triangolo lungo il fiume Paatsjoki con vertice nei pressi del piccolo villaggio di Nellim. L'interesse principale per i sovietici era quello di avere il controllo della centrale idroelettrica di Jäniskoski per fornire energia agli impianti di nichel, e la possibilità di costruire una seconda centrale idroelettrica. I finlandesi ebbero in cambio un corrispettivo in denaro e una parte degli investimenti tedeschi bloccati a seguito della guerra.